# 国际移动用户识别码
国际移动用户识别码（英語：IMSI，International Mobile Subscriber Identity），是用于区分蜂窝网络中不同用户的、在所有蜂窝网络中不重复的识别码。手机将IMSI存储于一个64比特的字段发送给网络。IMSI可以用来在归属位置寄存器（HLR，Home Location Register）或拜访位置寄存器（VLR，Visitor Location Register）中查询用户的信息。为了避免被监听者识别并追踪特定的用户，大部分情形下手机和网络之间的通信会使用随机产生的临时移动用户识别码代替IMSI。
只要一个移动网络的用户需要与其他移动网络互通，就必须使用IMSI。在GSM、UMTS和LTE网络中，IMSI来自SIM卡，在CDMA2000网络中则是直接来自手机，或者RUIM。
IMSI由一串十进制数字组成，最大长度为15位。实际使用的IMSI的长度绝大部分都是15位，短于15位的例子少见，例如，南非MTN集團有一些仍在网络中使用的较旧的IMSI为14位数字。IMSI由移动国家代码、移动网络代码和移动订户识别代码依次连接而成。MCC长度为3位，MNC的值由各国自行分配，长度可以是2位（欧洲标准）、3位（北美标准）或两者混合，MSIN的值由运营商自行分配。
IMSI的格式由国际电信联盟（ITU）的E.212标准定义。

## IMSI 结构的范例
| MCC  | 310       | 美国                              |
| MNC  | 150       | 美国电话电报公司（AT&T Mobility） |
| MSIN | 123456789 | 123456789                         |

| MCC  | 460        | 中华人民共和国 |
| MNC  | 00         | 中国移动       |
| MSIN | 1357924680 | 1357924680     |

| MCC  | 466       | 中華民國   |
| MNC  | 97        | 台灣大哥大 |
| MSIN | 123456789 | 123456789  |

## IMSI分析
IMSI分析是通过IMSI值确定其归属网络，以及是否可以使用所在网络（运营商）的服务的过程。当用户所在的网络与IMSI归属网络不同时，两个网络之间需要有漫游协定。
如果用户归属于其他网络，则所在网络需要将IMSI转换为全球标题，用以寻址IMSI归属网络的HLR，由其归属的HLR告知是否可以使用服务。这在国际漫游中非常重要。在北美以外的地区，IMSI会依照ITU E.214建议书转换成移动全球标题，格式与E.164定义的电话号码（MSISDN）相似。转换后的全球移动标题可以在国际SS7交换网络中用于寻址。依照E.214的说明，转换应该分两步：先从MCC计算出国家代码（定义于E.123），再从MCC计算出国内网络代码。然而在GSM网络中实际上没有分为两步，而是一次转换。
在北美地区内，则是直接使用IMSI在北美SS7交换网络中寻址HLR。
SCCP协议实现路由到HLR的功能。

### 示例：北美以外的网络
1、网络获取到手机的IMSI。
| MCC  | 284        | 保加利亚          |
| MNC  | 01         | MobilTel-Bulgaria |
| MSIN | 1234567890 | 1234567890        |

2、去掉前面的MNC+MCC，即28401。加上E.123的CC（国家码）+NC（网络码）35988生成全球标题。
| CC   | 359        | 保加利亚          |
| NC   | 88         | MobilTel-Bulgaria |
| MSIN | 1234567890 | 1234567890        |

３、通过SCCP协议（在消息中把Numbering Plan Indicator字段赋值为7，表示E.214格式）用全球标题359881234567890寻址HLR。

### 示例：北美网络
1、网络获取到手机的IMSI。
| MCC  | 284        | 保加利亚          |
| MNC  | 01         | MobilTel-Bulgaria |
| MSIN | 1234567890 | 1234567890        |

2、不改变值，生成全球标题。
| MCC  | 284        | 保加利亚          |
| MNC  | 01         | MobilTel-Bulgaria |
| MSIN | 1234567890 | 1234567890        |

3、通过ANSI SCCP协议用全球标题284011234567890寻址HLR。在跨越ANSI和ITU边界，即出入北美区域时，要做全球标题格式转换。

## 归属网络识别码
归属网络识别码是MNC与MCC的组合。用于标识用户所归属的网络（这里的网络等同于PLMN）。

## 参看
- IMEI
  - MEID
- MSISDN
- IMSI截获器（英语：IMSI-catcher）
- 电子序列号